# Austrothaumalea neozealandica
Austrothaumalea neozealandica är en tvåvingeart som beskrevs av Tonnoir 1927. Austrothaumalea neozealandica ingår i släktet Austrothaumalea och familjen mätarmyggor. Inga underarter finns listade.